# Ріттерсдорф (Рейнланд-Пфальц)
Ріттерсдорф (нім. Rittersdorf) — громада в Німеччині, розташована в землі Рейнланд-Пфальц. Входить до складу району Бітбург-Прюм. Складова частина об'єднання громад Бітбургер-Ланд.
Площа — 11,87 км2. Населення становить 1384 ос. (станом на 31 грудня 2020).

## Галерея

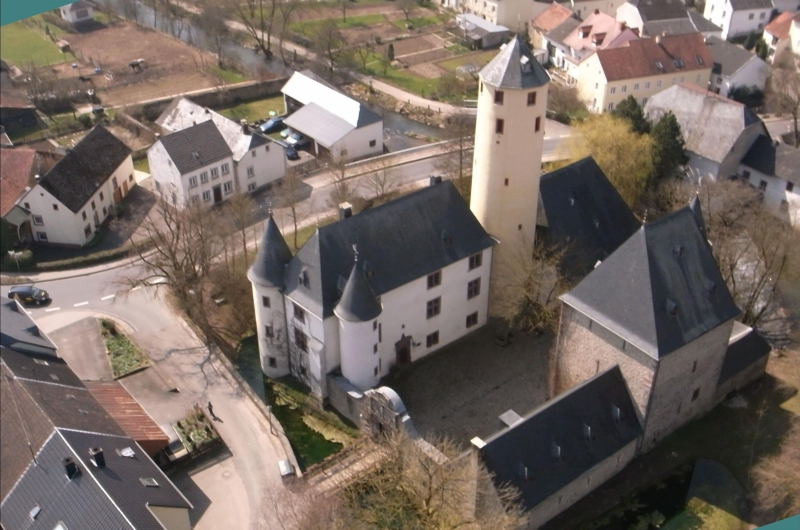